# Veredeln (Kochen)
Veredeln ist ein Nachbereitungsverfahren in der Lebensmittelverarbeitung. Bei diesem wertet man Speisen auf beziehungsweise „vervollkommnet“ sie.
In der Gastronomie wird das Veredeln durch Köche und Kellner durchgeführt. Im Haushalt wird es direkt mit der Zubereitung von Speisen verbunden.
Man unterscheidet bei der Veredelung u. a. folgende Verfahren:
- Abschmecken
- Aufwerten
- Glasieren, Maskieren oder Nappieren
- Saucieren
- Flambieren
- Garnieren